# Salesforce.com
Salesforce.com — американська компанія, розробник однойменної CRM-системи, що надається замовникам виключно за моделлю SaaS. Під найменування Force.com компанія представляє PaaS-платформу для самостійної розробки застосунків, а під брендом Database.com — хмарну систему управління базами даних.
Компанія заснована в березні 1999 року Марком Беніоффом (англ. Marc Benioff), Паркером Гаррісом (англ. Parker Harris), Дейвом Мьоленхофом (англ. Dave Moellenhoff) та Френком Домінгесом (англ. Frank Dominguez) з початковою ідеєю спеціалізації на ринку CRM-систем та надання доступу до них виключно як послуги з передоплати, розташовуючи всі екземпляри системи в власних центрах обробки даних, повністю виключаючи установки систем у замовників і забезпечуючи доступ користувачів до систем через веб. Компанія визнана одним з лідерів PaaS, SaaS, хмарних обчислень, з 2012 року є світовим лідером ринку CRM-систем.
Штаб квартира компанії розташована в Сан-Франциско, регіональні офіси розташовані в 25 країнах.

## Історія

### Заснування
До заснування компанії Беніофф тривалий час працював менеджером з продажів в Oracle, і, отримавши в віці 25 років посаду віце-президента, відзначається як наймолодший співробітник, який досяг цієї посади. Гарріс, Мьоленхоф та Домінгес — колишні розробники компанії Clarify.
Початковими інвесторами проекту були Беніофф, Марк Іскаро (англ. Mark Iscaro), Ларрі Еллісон, Хелсі Майнор (англ. Halsey Minor), Магдалена Єсиль (англ. Magdalena Yesil), Ігор Сіл (англ. Igor Sill), а також інвестиційна компанія Geneva Venture Partners. За рік до краху доткомів, в березні 1999 року, компанія зареєструвалася з назвою Saleforces.com. Першим офісом компанії була орендована квартира у Сан-Франциско.
Основними доводами, якими спочатку користувалася компанія для переконання замовників підписатися на послуги Salesforce.com, були: можливість аутсорсингу інформаційних технологій, захист від збоїв і оперативна технічна підтримка (так як всі апаратні ресурси розташовуються в зоні фізичної доступності постачальника), зниження сукупної вартості володіння інформаційними технологіями, при тому, що сама Salesoforce.com забезпечує собі істотну економію ресурсів внаслідок мультиарендності — підтримки декількох екземплярів додатків на одному примірнику платформного програмного забезпечення.
У лютому 2000 року компанія вперше звернула на себе увагу ЗМІ, розмістивши рекламний банер з написом «The End of Software» («кінець програмному забезпеченню») навпроти конференц-центру імені Москоне в Сан-Франциско, у якому в той момент проходила щорічна конференція користувачів Siebel [12] [13], лідера CRM-ринку на той момент.

### Розвиток
У 2004 році компанія стала публічною, її акції почали торгуватися на Нью-Йоркській фондовій біржі з тікером CRM, зібравши $ 110 млн. У 2007 році технологічна основа CRM-системи була опублікована як послуга, таким чином, передплатники отримали можливість створювати власні додатки в тому ж стеку, що й основні системи Salesforce.com. Пізніше це PaaS-рішення отримало доменне ім'я force.com і відповідне найменування. У вересні 2008 року котирування Salesforce.com були включені в індекс S&P 500.
На початку 2009 року компанія виділила з CRM-системи в окрему розробку блок обслуговування клієнтів, випустивши його під торговою маркою Service Cloud зі специфічною ціновою політикою і орієнтованим на більш специфічний сегмент компаній, бізнес яких вимагає розвинених процесів клієнтського обслуговування (функціональний блок CRM, що покриває процеси продажів і маркетингу, отримав ім'я Sales Cloud). У 2010 році компанія істотно розширила лінійку пропонованих сервісів завдяки поглинанням. Тим не менш, за твердженнями менеджменту, компанія зберігає пріоритет на розвиток CRM і не планує просувати додаткові рішення в середовищі своїх передплатників, надаючи перевагу розвитку партнерських відносин з незалежними розробниками на платформі force.com створення власних нових додатків. У 2011 році компанія запустила хмарну систему управління базами даних Database.com, відзначену як історично друга (після SQL Azure корпорації Microsoft) значуща хмарна СУБД.
У 2011 році компанія неодноразово відзначена як один з найкращих роботодавців (41-ша позиція в рейтингу Glassdor, 52-га — в рейтингу журналу Fortune, 10-те місце в рейтингу найкращих місць для роботи в сфері інформаційних технологій по версією журналу Computerworld). Примітно також перше місце в рейтингу журналу Fortune 25 top-paying companies, де особливо вказується середня річна зарплата $ 318323 для співробітника, відповідального за роботу з виділеним великим клієнтом.

### Поглинання
Починаючи з 2006 року Salesforce.com поглинула більше десятка компаній-розробників програмного забезпечення і постачальників послуг для організацій за моделлю SaaS. Найбільший резонанс викликали наступні придбання:
- Sendia (квітень 2006 року, $ 15 млн) — розробник програмних рішень з доставки корпоративних додатків на мобільні пристрої кінцевих користувачів, розробки зараз використовуються як мобільне рішення для платформи Force.com;
- Jigsaw (квітень 2010 року) — спільно видаваний бізнес-каталог, як зазначає The New York Times, «в стилі Вікіпедії»;
- Activa Live Chat (вересень 2010 року) — компанія-розробник засобів групової роботи для корпоративних замовників, нині надається під найменуванням Chatter;
- Heroku (грудень 2010 року, $ 212 млн) — SaaS-рішення для додатків на мові програмування Ruby;
- Dimdim (січень 2011 року, $ 31 млн) — розробник платформи для вебконференцій;
- Manymoon (лютий 2011 року) — розробник комерційних доповнень для Google Apps і LinkedIn;
- Radian6 (березень 2011 року), $ 326 млн — розробник засобів програмного моніторингу соціальних медіа;
- Buddy Media (червень 2012 року), $ 689 млн — агентство з просування брендів у соціальних мережах.

## Власники та керівництво
На початок 2011 року 92 % акцій компанії належать інституційним інвесторам і взаємним фондам, найбільші з яких: Fidelity Growth Company Fund (9,22 %), Sands Capital Management (6,36 %), Vanguard Group (4,35 %), Jennison Associates (3,89 %), Marisico Capital Management (3,77 %) і Morgan Stanley (3,70 %). Марк Беніофф володіє часткою в 7,61 % і з моменту заснування керує компанією, поєднуючи пости генерального директора і голови ради директорів.
Виконавчі віце-президенти компанії (за сферами відповідальності):
- Паркер Гарріс (англ. Parker Harris), технології;
- Джордж Гу (англ. George Hu), платформа і маркетинг;
- Гіларі Коплоу-Макадамс (англ. Hilarie Koplow-McAdams), міжнародні продажі;
- Марія Мартінес (англ. Maria Martinez), життєвоважливі клієнти;
- Девід Шелгейз (англ. David Schellhase), юриспруденція;
- Грем Сміт (англ. Graham Smith), фінанси.

Посаду президента з міжнародних продажів і послуг займає Франк ван Веєндааль (нід. Frank van Veenendaal).
До ради директорів, яку очолює Беніофф, включені 8 незалежних представників, примітно присутність у складі ради Крейга Конвея (англ. Craig Conway) — останнього керівника компанії PeopleSoft.

## Поточна діяльність

### Замовники
Один із засновників компанії, Мьоленхоф, стверджує, що початковою метою було створення продукту, доступного за ціною для середніх і малих підприємств, але порівнянного за якістю з Hi-End-продуктами Siebel CRM і Clarify CRM. Однак, на момент 2011 року, за твердженням самої компанії, підписані на CRM-систему від Salesforce.com такі великі замовники, як Google, Dell, Toyota, Cisco, Hitachi. PC Magazine в огляді CRM вказує на можливість використання рішень Salesforce.com як в малому, так і у великому бізнесі, при цьому спеціально відзначаючи істотно більш високі ціни, ніж у конкурентів. Всього заявляється про 87200 замовниках на початок 2010 року

### Становище на ринку
За оцінкою Gartner за результатами 2012 компанія вийшла на перше місце на вісімнадцятиміліардному світовому ринку CRM-систем з часткою 14 %, випереджаючи SAP (12,9 %) і Oracle (11,1 %), показуючи при цьому більш швидке зростання, ніж ринок в цілому і конкуренти (станом на 2008 рік компанія була третьою на ринку, в два рази відстаючи від SAP і в півтора рази від Oracle). На підсегменті цього ринку — серед CRM-систем, які надаються за моделлю SaaS, — Salesforce.com, за оцінками окремих фахівців, володіє більш ніж половиною ринку, серед інших помітних гравців у сегменті CRM за передплатою спостерігачі виділяють також NetSuite і RightNow, притому перша контролюється засновником Oracle Ларрі Еллісоном, а друга — поглинена Oracle в 2011 році.
Технічні експерти відзначають компанію як «хмарний сервіс-провайдер № 2» (після Amazon.com і перед Google). Біржові спостерігачі відносять компанію до «основних гравців ринку хмарних обчислень» в одному ряду з Oracle, SAP, Google, Microsoft, Amazon.com. Запуск в 2011 році хмарної системи управління базами даних Database.com був оцінений як претензія компанії на участь у боротьбі за двадцятиодномільярдний ринок СУБД, на якому домінує Oracle.

### Фінансові показники
Фінансовий рік у компанії завершується 31 січня поточного календарного року. 2010 фінансовий рік компанія закінчила з виручкою $ 1306000000 і чистим прибутком $ 21 млн. 92 % виручки компанія отримала від підписки на системи та технічного супроводу. Оцінки на 2011 фінансовий рік даються на рівні $ 1660000000 виручки і чистого прибутку у розмірі $ 64 млн. Ринкова капіталізація на травень 2011 календарного року становить близько $ 20 млрд. У структурі вартості компанії фахівці оцінюють 63 % як внесок CRM-системи і 26 % — як внесок інших хмарних послуг.
На 2012 фінансовий рік (що почався в лютому 2011) компанія прогнозує виручку $ 2150000000, аналітики Уолл-стріт прогнозують виручку на рівні $ 2110000000. При цьому, також прогнозуються чисті збитки на увазі значних витрат на поглинання.

### Міжнародна діяльність
Штаб-квартира компанії розташована в центрі Сан-Франциско. Міжнародні штаб-квартири, по регіонах відповідальності:
- Торонто — Канада;
- Мехіко — Латинська Америка;
- Морж(Швейцарія) — Європа, Близький Схід та Африка;
- Сингапур — Азіатсько-Тихоокеанський регіон.

Всього, на 2011 рік, офіси компанії є в 25 країнах, найбільші офіси розташовані в Сан-Матео, Лондоні, Нью-Йорку, Торонто, Сіднеї.
На міжнародні продажі на момент 2010 року припадає близько 30 % від загального обсягу виручки. Рішення Salesforce.com переведені на 16 мов, у тому числі на російську.

### Партнери в Україні
Astound Commerce є партнером Salesforce Commerce Cloud із 2004 року. У 2017 році компанія була визнана Глобальним партнером-надавачем послуг Salesforce Commerce Cloud.

## Продукти

### Sales Cloud
Функціональна частина CRM-системи для підтримки процесів продажів виділена компанією в продукт під найменуванням Sales Cloud. Фахівці з продажу компанії-передплатника за допомогою Sales Cloud ведуть дані про потенційних клієнтів, взаємодіють із ними, виставляють їм рахунки, взаємодіють з іншими фахівцями з продажу, проводять маркетингові кампанії, аналізують і сегментують клієнтську базу. Виділено п'ять рівнів підписки з різною вартістю: від $ 5 за користувача на місяць до $ 250 за користувача на місяць. Доступні замовнику функціональні можливості залежать від рівня підписки, так, наприклад, підтримка роботи оффлайн і потоків тверджень і погоджень процесів продажів доступна тільки при підписці рівня підприємства ($ 125 за користувача на місяць).

### Service Cloud
Service Cloud — функціональна частина CRM для забезпечення процесів обслуговування і підтримки клієнтів. Система дозволяє компаніям-передплатникам побудувати сайт самообслуговування і підтримки своїх клієнтів, фахівці з підтримки отримують можливість взаємодіяти з клієнтами, вести бази знань (Salesoforce.com використовує для цієї функціональності термін knowledge as a service), управлінці компанії-передплатника одержують інструменти для аналізу ефективності сервісних процесів. Починаючи з 2011 року система обладнана з широким спектром інструментів соціального CRM, таких як засоби інтеграції з соціальними мережами, форумами, блогами, мікроблогами, інтернет-закладками (наприклад, клієнти компанії-передплатника можуть взаємодіяти зі службою підтримки на Facebook, при цьому всі результати взаємодії будуть в CRM-системі, і автоматично потрапляти в потрібні канали в соціальній мережі прозоро для клієнта).
Виділяється три рівня підписки з різною вартістю за одного користувача в місяць: професійний ($ 65), рівня підприємства ($ 135) і необмежений ($ 260). Доступні передплатнику функціональні можливості залежать від рівня підписки, наприклад, починаючи з рівня підприємства доступні функції інтеграції з системами комп'ютерної телефонії.

### Marketing Cloud
Salesforce Marketing Cloud - послуги та програмне забезпечення у сфері хмарних рішень для цифрової автоматизації маркетингу та аналітики.

### Force.com
Force.com — програмна платформа, на якій розроблені Sales Cloud і Service Cloud, надавана передплатникам для самостійної розробки додатків і розширень для CRM-системи Salesforce.com.
Для розробки користувачами використовується власна Java-подібна мова Apex і власне засіб проектування Visualforce з вихідним форматом на основі XML, що забезпечує генерацію користувальницьких HTML / AJAX- і Flex-інтерфейсів. Платформа надається виключно за передплатою, в рамках концепції PaaS. Залежно від рівня підписки доступні різні технічні можливості. Так, у безкоштовній версії передплатники можуть створити не більше десяти сутностей, а в необмеженої версії з ціною $ 75 на користувача на місяць — до 2000. Передплатники можуть розміщувати розроблені додатки на платформі Force.com в спеціальному каталозі — AppExchange — і пропонувати свої розробки іншим замовникам, у тому числі на комерційній основі.
Як систему управління базами даних платформа використовує три реплікованих кластери Oracle RAC з восьми вузлів кожен, кластери розташовані в трьох віддалених один від одного центрах обробки даних. В одній схемі Oracle Database обробляються дані відразу декількох компаній-передплатників, використовується стабільна схема даних, передпідготовлена до розширення додатковими об'єктами таким чином, що в одних і тих же таблицях зберігаються дані різних передплатників, незалежно від відмінності в специфічних атрибутах об'єктів для різних передплатників. Широко використовується секціонування таблиць бази даних. Стверджується, що на момент 2010 платформу і всі системи, які на ній працювали, обслуговували всього п'ять адміністраторів баз даних.

### Database.com
Під брендом і відповідним доменним ім'ям Database.com з 2011 року компанія пропонує передплатникам хмарну систему управління базами даних, що є також шаром обробки даних платформи Force.com. При цьому замовники можуть використовувати бази даних, розгорнуті на цьому сервісі, і як шар даних для додатків на платформі Force.com, так і цілком для сторонніх додатків. Salesforce.com заявляє про еластичність обробки даних засобами СУБД в тому сенсі, що у разі несподіваного зростання навантаження на базу даних, їй негайно будуть надані необхідні обчислювальні ресурси.
Database.com реалізована на технологічній основі Oracle Database. Передплатники з Database.com можуть працювати точно також, як з більшістю звичайних реляційних СУБД з використанням інтерфейсів доступу ODBC, JDBC і мови запитів SQL. Однак Salesforce.com стверджує, що Database.com оптимізована в першу чергу для роботи з вебслужбами по SOAP і REST. Підтримуються тригери, збережені процедури, в платних версіях підписки — можлива реалізація моделей безпеки на рівні записів. Крім API для вебслужб, пропонуються спеціалізовані виділені бібліотеки для Java, PHP, Ruby, а також інструментальні набори для Microsoft Azure, Google Android, Apple iOS, Adobe Flex. Заявляється, що Database.com на кінець 2010 року містить понад 20 млрд записів і обробляє 25 млрд транзакцій в квартал із середнім часом відгуку 300 мс.
Варіанти підписки на Database.com розрізняються за вартістю і доступним функціональним можливостям. Так, в безкоштовному варіанті замовникам доступно до 100 тис. записів в базу даних, 50 тис. транзакцій на місяць і заклад трьох користувачів, за $ 10 на користувача на місяць надається безпеку на рівні запису, а додаткові 150 тис. транзакцій на екземпляр обійдуться передплатнику в $10.

### Chatter
Рішення, сформоване на основі сервісів поглиненої компанії Activia Live Chat, надається за підпискою корпоративним замовникам для організації внутрішньокорпоративного засобу групової роботи. У безкоштовній версії співробітники можуть обмінюватися повідомленнями, організовувати групові обговорення, обмінюватися файлами, спільно працювати над контентом, підтриманий доступ як зі стандартних браузерів, так і з мобільних пристроїв. У версії за $ 15 в місяць на співробітника, крім стандартних можливостей групової роботи, надаються ще елементарні CRM-функції: ведення, поділ доступу і спільна робота з клієнтською базою, а також підтримується можливість програмних розширень і потоків операцій.

### Data.com
Data.com — спільно видаваний бізнес-каталог, що містить інформацію про підприємства, їх продукт, контактну інформацію про співробітників. Був придбаний разом з компанією Jigsaw в 2010 році, в 2011 році отримав торгову марку і доменне ім'я Data.com. Каталог інтегрований з CRM-системою, і передплатники Sales Cloud або Service Cloud можуть використовувати Jigsaw як джерело основних даних про клієнтів.
Спостерігачі відзначають ефективність бізнес-каталогу в порівнянні з багатьма іншими базами даних про підприємства, насамперед, за рахунок чіткої орієнтації виключно на структуровані ділові дані: наприклад, в Jigsaw заборонено вказувати адреси в доменах сторонніх служб електронної пошти, і 70 % існуючої контактної інформації в системі — прямі телефонні номери. Каталог, будучи заснованим на принципах краудсорсингу — масовому суспільному виданні — у багатьох джерелах порівнюється з Вікіпедією. Починаючи з 2011 року каталог інтегрований з редакційно-контрольованої базою даних організацій агентства Dun&Bradstreet, таким чином, компанія намагається скомбінувати два типи джерел даних в одному продукті, при цьому, на думку оглядачів, якість даних з громадської частини каталогу вище, так як Dun & Bradstreet зацікавлений у повних і якісних відомостях тільки про клієнтів, які йому платять.
Каталог надається з різними рівнями підписки, вартість підписки залежить від обсягу доступних даних і функціональних можливостей по роботі з ними. Наприклад, є варіант підписки з ціною 99 ¢ за одну запис, а при оплаті $ 40 тис. на місяць надається доступ до всієї бази даних.

### Work.com
Work.com, раніше Rypple, соціальна платформа управління продуктивністю, що допомагає менеджерам та працівникам покращувати продуктивніть через коучинг, зворотній зв'язок в реальному часі, та визнання. Рекламується як рішення для відділів продажу, обслуговування клієнтів, маркетингу, та як сервіс що може використовуватись відділами управління персоналом.

#### Історія
Work.com, тоді відомий як "Rypple", заснували Деніел Дебов та Девід Штейн, які хотіли створити простий інструмент для запитування анонімних відгуків на роботі. Компанію було засновано в травні 2008 і до списку їхніх клієнтів входили Mozilla, Facebook, LinkedIn та Gilt Groupe.
У вересні 2011, Rypple оголосили що Богдан Забавський стане їхнім головним технічним директором.
В 2011, Rypple розробили більш формальну методологію управління, названу OKR (англ. Objectives and Key Results) для Spotify. Rypple також співпрацював з Facebook щоб створити "Loops", скорочено від "feedback loops", які збирають зворотній зв'язок від співробітників, "дякую", процес просування до мети та поради наставників в одному каналі для "постійного моніторингу продуктивності".
В грудні 2011, Salesforce.com оголосили що вони придбають Rypple. Транзакцію було завершено в 2012 і Rypple був перейменований на Work.com в вересні 2012.

## Критика
У листопаді 2007 року частина клієнтів Salesforce.com зазнали фішингової атаки, в результаті якої у деяких з них були вкрадені паролі та зловмисники отримали доступ до конфіденційної ділової інформації. Даний випадок відзначений як показовий для всієї індустрії, що демонструє важливість глобальної боротьби зі спамом.
У січні 2009 року, в результаті збою в центрі обробки даних, сервіси CRM-системи для значної частини замовників були недоступні протягом 40 хв., Жоден з кінцевих користувачів декількох тисяч організацій не міг скористатися системою.
У 2009 році Ларрі Еллісон (засновник і лідер Oracle і початковий інвестор Salesforce.com, що надав Беніофф $ 2 млн власних коштів) іронічно відгукнувся про інноваційність рішень Salesforce.com і використовуваної компанією хмарної риторики, відзначаючи, що їх технологічний стек повністю побудований на цілком традиційних рішеннях: Oracle Database і Oracle Fusion Middleware.